# روت کاسیریه
روت کاسیریه (نروژی: Ruth Kasirye؛ زادهٔ ۱۹۸۲-۰۶-۱۰) وزنه‌بردار زن اهل نروژ است.
وی در مسابقات کشوری و بین‌المللی در مجموع برندهٔ ۲ مدال نقره شده‌است.